# Hartmannus Hartmanni der Jüngere
Hartmannus Hartmanni der Jüngere (* 1523 in Heidelberg; † 16. Mai 1586) war Assessor am Reichskammergericht in Speyer und Rat bei drei pfälzischen Kurfürsten. 

## Leben
Hartmannus war der Sohn des kurpfälzischen Kanzlers Hartmannus Hartmanni der Ältere aus der Familie Hartmanni. Er wuchs an den Höfen der Pfalzgrafen in Neumarkt und Amberg auf und studierte an den Universitäten in Ingolstadt, ab 1540 Rechtswissenschaften in Tübingen und Heidelberg. Ab 1546 war er an der Universität Bologna, wo er 1547 zum Doktor beider Rechte promovierte. 1549 wurde er kurpfälzischer Rat bei Friedrich II. 1555 wurde er von Kaiser Karl V. zum Pfalzgrafen erhoben, 1556 kam er als Assessor an das Reichskammergericht nach Speyer. 1567 wurde er Hofrichter bei Friedrich III. in Heidelberg, erhielt einen Sitz im dortigen Oberrat und wurde Faut (Vogt) des Oberamts in Bretten, wo er seinen Wohnsitz nahm. 1569 wurde er außerdem Faut des Oberamts Heidelberg. Nach dem Tod Friedrichs III. vermittelte Hartmanni zwischen dessen Söhnen und Nachfolgern Ludwig VI. und Johann Casimir. Hartmanni behielt auch in der Zeit der raschen Glaubenswechsel in der Kurpfalz seine Ämter. Zu seinen besonderen Verdiensten zählt seine Mitarbeit bei der Erstellung der Hofgerichtsordnung von 1573 sowie der Landesordnung und des Landrechts von 1583. Außerdem veröffentlichte er 1570 die von seinem Vater Hartmannus Hartmanni d. Ä. mit Bernhard Wurmser verfasste Sammlung von Rechtsgutachten Practicarum observationum und verfasste 1573 einen Fürstenspiegel. Er starb 1586 und wurde in der Heiliggeistkirche in Heidelberg bestattet.
Er war verheiratet mit Patricia und hatte mit dieser zwei Töchter, Anna und Anna Maria. Seine Enkel aus Annas Ehe mit Vollprecht Sturm von Werden erhielten 1593 das von seinem Namensvetter Hartmannus Hartmanni gestiftete Stipendium an der Universität Heidelberg.